# Ryan Barrier
Ryan Barrier ist ein US-amerikanischer Schauspieler.

## Leben
Barrier ist Absolvent des Golden West College. Von 2023 bis 2024 lernte er das Schauspiel an den Baron Brown Studios. Er gab 2023 im Film The Master Chief: Part One in einer der Hauptrollen des Captain O’Neill sein Filmschauspieldebüt. Der Film erschien am 10. November 2023 in den US-amerikanischen Kinos. Ab Februar 2024 war der Film als Video-on-Demand verfügbar. Im Folgejahr folgten mehrere Rollenbesetzungen in verschiedenen US-amerikanischen Fernsehserien. 2024 verkörperte er im Horrorfilm Heretics eine größere Rolle.

## Filmografie (Auswahl)
- 2023: The Master Chief: Part One
- 2024: Alpha’s Perfect Love (Miniserie)
- 2024: Broken Queen (Miniserie)
- 2024: The CEO’s Tempting Secretary
- 2024: Rita (Kurzfilm)
- 2024: How to Divorce a Billionaire (Miniserie)
- 2024: My Poor Husband Is a Billionaire (Miniserie)
- 2024: Heretics
- 2024: The Lady Boss from Betrayed to Beloved (Miniserie)
- 2024: Love, Lies, and Alibis (Miniserie)